# Rạch Cầu Lầu
Rạch Cầu Lầu ở tại thành phố Vĩnh Long thuộc tỉnh Vĩnh Long (Việt Nam). Khi xưa, rạch nhỏ hẹp, đến khi nhà Nguyễn cho xây dựng thành Vĩnh Long (còn gọi là thành Long Hồ) vào năm Quý Dậu (1813), liền cho nạo vét và nới rộng con rạch, và xem đó là một hào thành ở mặt trước của tòa thành .

## Giới thiệu

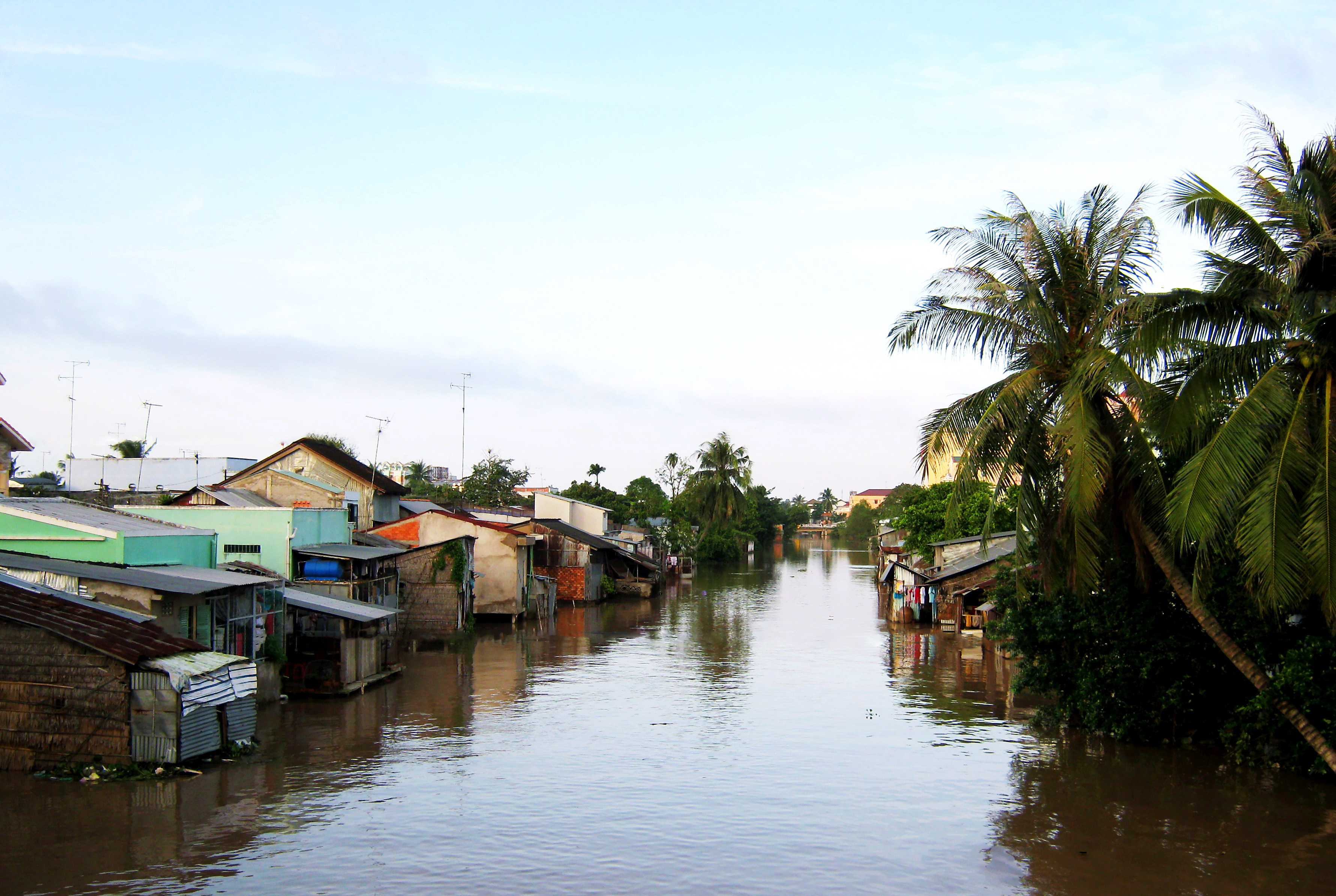
Rạch Cầu Lầu ngày nay. Bên trái ảnh khi xưa là xóm Lò Rèn.

Có nguồn cho rằng khi xưa con rạch có tên là kinh Huỳnh Tá, nhưng từ khi quan trấn thủ cho lập một cây cầu bắc qua con rạch, đồng thời cho lập một "vọng gác" ở trên cầu (nên có tên là Cầu Lầu), thì con rạch được gọi là rạch Cầu Lầu.
Rạch có chiều dài khoảng 2600m, rộng khoảng 40m, độ sâu trung bình là 4,5m. Đầu vàm rạch là sông Long Hồ, bên trái rạch nay là khóm 2 (phường 4), bên phải rạch nay là khóm Hùng Vương (phường 1). Con rạch chạy dài hướng về phía tây, nhỏ hẹp dần, rồi nối liền với rạch Cái Trê (thuộc địa phận phường 3).
Khi xưa, rạch Cầu Lầu là một thủy lộ quan trọng để ra vào thành Vĩnh Long; nhưng nay con rạch đã bị cạn và hẹp dần, nên chỉ có các phương tiện tàu ghe vừa và nhỏ là lưu thông được.

## Thông tin liên quan

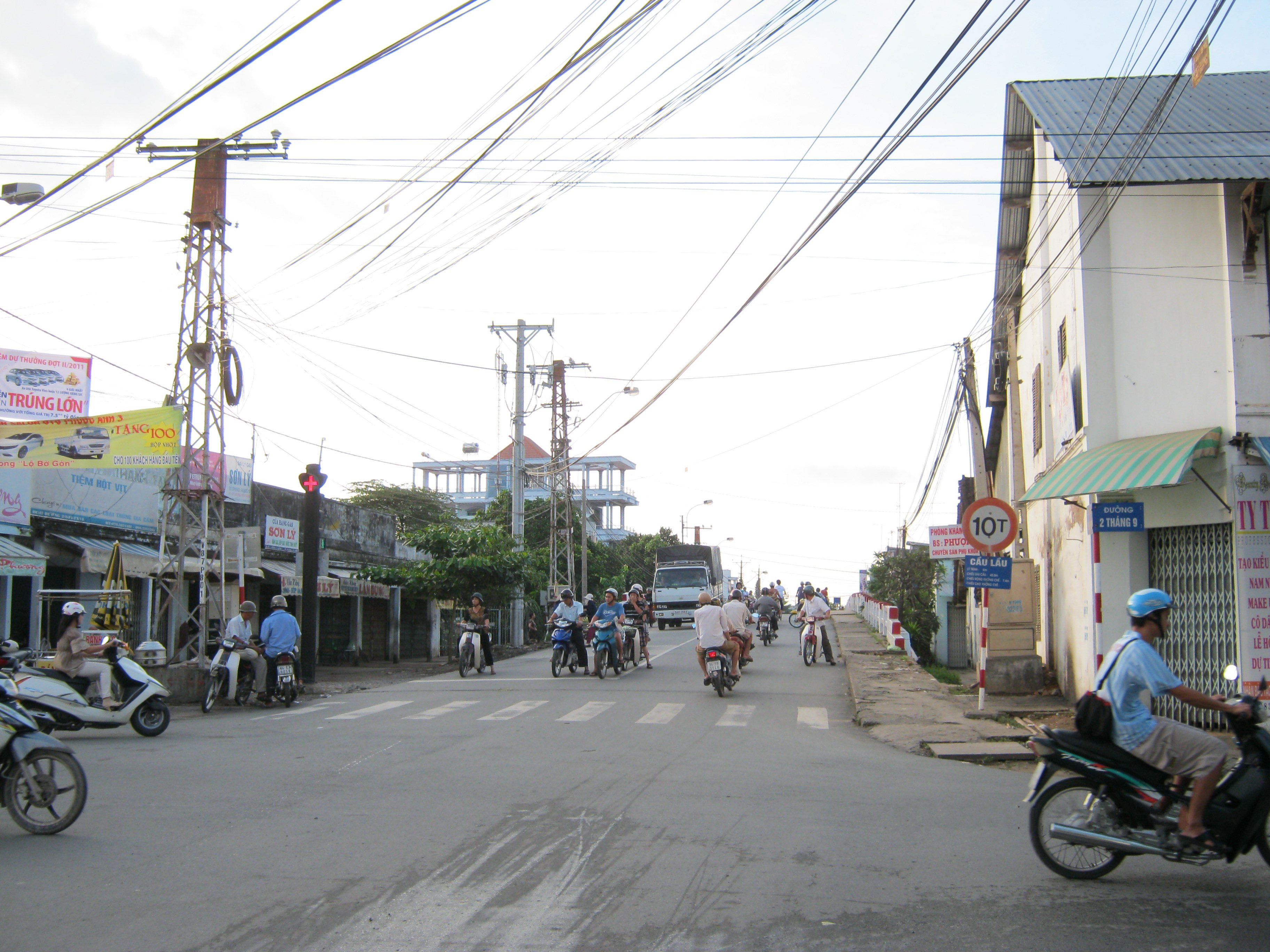
Cầu Lầu ngày nay

- Lúc bấy giờ Cầu Lầu là một cầu gỗ căm xe, lát ván, giữa có vọng gác dựng trên 4 cây cột cao, rộng độ 6-7 m, lợp ngói âm dương, bốn bên đều có lỗ châu mai. Ở đầu cầu phía bên kia (chỗ có chợ Cầu Lầu hiện nay) khi xưa là xóm Lò Rèn chuyên làm đồ binh khí cho quân lính đóng trong tòa thành. Cầu Lầu và Cầu Lộ (bắc qua rạch Ngư Câu, tức Cái Cá), vốn là hai nơi quan yếu nhất của thành Vĩnh Long, nên đã được đặc biệt bố phòng. Ở Cầu Lầu, quan quân có nhiệm vụ canh phòng mặt sông Long Hồ; còn ở Cầu Lộ, quan quân có nhiệm vụ canh phòng mặt sông Cổ Chiên[2]. Nhưng đến khi quân Pháp đến chiếm thành Vĩnh Long ít lâu, Cầu Lầu bị phá đi, và cho làm lại bằng bê tông cốt thép [3].
- Ở phường 15 và phường 17, quận Bình Thạnh, Thành phố Hồ Chí Minh trước đây cũng có con rạch tên là rạch Cầu Lầu, và tên rạch cũng do tên cầu mà ra. Rạch chảy từ rạch Cầu Bông đến rạch Văn Thánh, dài độ 800 m, nhưng đã bị lấp từ lâu.

## Sách tham khảo chính
- Huỳnh Minh, Vĩnh Long xưa. Nhà xuất bản Thanh Niên in lại năm 2002.